# Zach Callison
Zach Callison, né le 23 octobre 1997 à Saint Louis (Missouri), est un acteur américain. Il est connu pour être la voix anglaise de Steven Universe dans la série Steven Universe. Il a gagné un BTVA Award en 2016 pour ce rôle.

## Biographie
Zach a grandi à Saint Louis (Missouri) avec son frère Wes et sa sœur Andrea. Il est acteur depuis 2005.

## Filmographie
Cinéma
- 2010 : Kingshighway : Dominic
- 2012 : Rock Jocks : Dylan
- 2013 : Le vent se lève : Jirō Horikoshi jeune (doublage anglais)
- 2013 : All American Christmas Carol : Bully Johnny
- 2014 : M. Peabody et Sherman : Les Voyages dans le temps : King Tut
- 2019 : Steven Universe, le film : Steven Universe

Télévision
- 2010 : Scooby-Doo : Mystères associés (saison 1, épisode 5) : Arthur Baywosenthal
- 2010 : Hannah Montana (saison 4, épisode 8) : Douglas
- 2010 : Sym-Bionic Titan (saison 1, épisode 8) : Arthur
- 2011 : Perfect Couples (saison 1, épisode 6) : Dave jeune
- 2011 : I'm in the Band : Ma vie de rocker (saison 2, épisode 20) : Dave
- 2012 : La Légende de Korra : Skoochy (saison 1, épisode 3) et Tarrlok (saison 1, épisode 11)
- 2012-2018 : Princesse Sofia : le prince James
- 2013-2019 : Steven Universe : Steven Universe
- 2014 : NCIS : Los Angeles (saison 6, épisode 10) : Devin Johnson
- 2015 : Bienvenue chez les Huang (saison 2, épisode 5) : Dan
- 2015 : Henry Danger (saison 2, épisode 8) : Chet
- 2016 : Oncle Grandpa (saison 3, épisode 12) : Steven Universe
- 2016-2021 : Les Goldberg : Brian Corbett
- 2017 : Suspense (saison 4, épisode 2) : Scooter Stevens
- 2017-2019 : Just Add Magic : Chuck
- 2019-2022 : Dragons : Les Gardiens du ciel : Voltige
- 2019-2020 : Steven Universe Future : Steven Universe
- 2020 : Just Add Magic: Mystery City : Chuck
- 2020 : Super Wings, Paré au décollage (saison 4, épisode 38) : Voltige
- 2020-2021 : Cleopatra in Space : Zuzz

Jeu vidéo
- 2011 : Kinect: Disneyland Adventures : voix additionnelles
- 2015 : Steven Universe: Attack the Light : Steven Universe
- 2016 : Steven Universe: Soundtrack Attack : Steven Universe
- 2017 : Steven Universe: Save the Light : Steven Universe
- 2018 : Lego DC Super-Villains : Billy Batson
- 2019 : Steven Universe: Unleash the Light : Steven Universe